# American Basketball League 1933-1934
La stagione 1933-1934 della American Basketball League fu la 7ª nella storia della lega; si trattò della prima edizione dopo la sospensione del campionato avvenuta tra il 1931 e il 1933.
Vinsero il titolo i Philadelphia Sphas, al primo successo della loro storia, che ebbero la meglio 4-2 nella serie finale sui Trenton Moose.

## Classifiche

### Prima fase
|    | Classifica prima fase 1933-1934                     | V  | P  |
| -- | --------------------------------------------------- | -- | -- |
| 1. | Trenton Moose                                       | 22 | 6  |
| 1. | Brooklyn Jewels                                     | 22 | 6  |
| 3. | Philadelphia Sphas                                  | 15 | 12 |
| 4. | Brooklyn Visitations                                | 12 | 12 |
| 5. | Bronx Americans                                     | 10 | 15 |
| 6. | Union City Reds                                     | 10 | 18 |
| 7. | Newark Bears                                        | 9  | 17 |
| 8. | Hoboken Thourots/Camden Brewers/New Britain Palaces | 5  | 19 |

- Gli "Hoboken Thourots", dopo le prime 4 partite e altrettante sconfitte, divennero i "Camden Brewers". Nel gennaio 1934 la squadra si trasferì ancora di sede, divenendo i "New Britain Palaces".

### Seconda fase
|    | Classifica seconda fase 1933-1934 | V  | P |
| -- | --------------------------------- | -- | - |
| 1. | Philadelphia Sphas                | 14 | 0 |
| 2. | New Britain Palaces               | 7  | 5 |
| 3. | Brooklyn Jewels                   | 4  | 4 |
| 4. | Trenton Moose                     | 6  | 7 |
| 5. | Newark Bears                      | 4  | 5 |
| 6. | Union City Reds                   | 4  | 7 |
| 7. | Bronx Americans                   | 2  | 6 |
| 8. | Brooklyn Visitations              | 1  | 8 |

## Playoff

### Spareggio
Spareggio per stabilire la squadra vincitrice della prima fase.
| Squadra 1     | Totale | Squadra 2       | Gara 1 | Gara 2 | Gara 3 |
| ------------- | ------ | --------------- | ------ | ------ | ------ |
| Trenton Moose | 2-0    | Brooklyn Jewels | 44-23  | 21-14  |        |

### Finale
Fase finale al meglio delle 7 partite.
|  | Finale             |                    |                    |    |    |    |    |    |    |   |  |
|  |                    |                    |                    |    |    |    |    |    |    |   |  |
|  | Philadelphia Sphas | Philadelphia Sphas | Philadelphia Sphas | 28 | 21 | 32 | 29 | 32 | 40 | 4 |  |
|  | Trenton Moose      | Trenton Moose      | Trenton Moose      | 21 | 35 | 20 | 32 | 22 | 34 | 2 |  |